# Alannah Myles (album)
Alannah Myles è il primo album in studio della cantante canadese Alannah Myles, pubblicato nel 1989.

## Tracce
Lato 1
1. Still Got This Thing – 4:37
2. Love Is – 3:40
3. Black Velvet – 4:47
4. Rock This Joint – 4:02
5. Lover of Mine – 4:42

Lato 2
1. Kick Start My Heart – 3:42
2. If You Want To – 4:13
3. Just One Kiss – 3:35
4. Who Loves You – 3:37
5. Hurry Make Love – 2:16

## Classifiche
| Classifica (1989) | Posizione raggiunta |
| ----------------- | ------------------- |
| Regno Unito       | 3                   |
| Stati Uniti       | 5                   |